# Stollen Gottschild Kamsdorf
Stollen Gottschild Kamsdorf este o arie protejată (arie specială de conservare — SAC, sit de importanță comunitară — SCI) din Germania întinsă pe o suprafață de 0,01 ha, integral pe uscat.

## Localizare
Centrul sitului Stollen Gottschild Kamsdorf este situat la coordonatele 50°38′54″N 11°28′41″E / 50.6483°N 11.4781°E.

## Înființare
Situl Stollen Gottschild Kamsdorf a fost declarat sit de importanță comunitară în iunie 2004 pentru a proteja 4 specii de animale. Situl a fost protejat și ca arie specială de conservare în iulie 2008.

## Biodiversitate
Situată în ecoregiunea continentală, aria protejată nu include niciun habitat protejat.
La baza desemnării sitului se află mai multe specii protejate de  mamifere (4): liliac cârn (Barbastella barbastellus), liliac cu urechi mari (Myotis bechsteinii), liliac comun (Myotis myotis), liliacul mic cu potcoavă (Rhinolophus hipposideros)
Pe lângă speciile protejate, pe teritoriul sitului au mai fost identificate 5 specii de mamifere.